# Haus der Deutschen Technik
Das Haus der Deutschen Technik in München war eine geplante nationalsozialistische Schulungseinrichtung des Nationalsozialistischen Bundes deutscher Technik (NSBDT). Als Baugrundstück war eine 90.000 m² große Fläche gegenüber dem Deutschen Museum vorgesehen, auf dem sich heute das Deutsche und Europäische Patentamt befindet. Die dort befindliche Schwere Reiterkaserne wäre abgerissen worden. Eine Ausweichsiedlung im Südosten Münchens (Schwanseestraße) war für die Bewohner geplant. Die Einrichtung hätte neben Schulungsräumen auch Bibliothek und Ausstellungsräume enthalten. Ebenso untergebracht werden sollte das Hauptamt für Technik in der NSDAP.
Der Verein Haus der Deutschen Technik e. V. war Herausgeber der ab 1941 erschienenen Buchreihe Die Bücher der Deutschen Technik.